# L球粒隕石

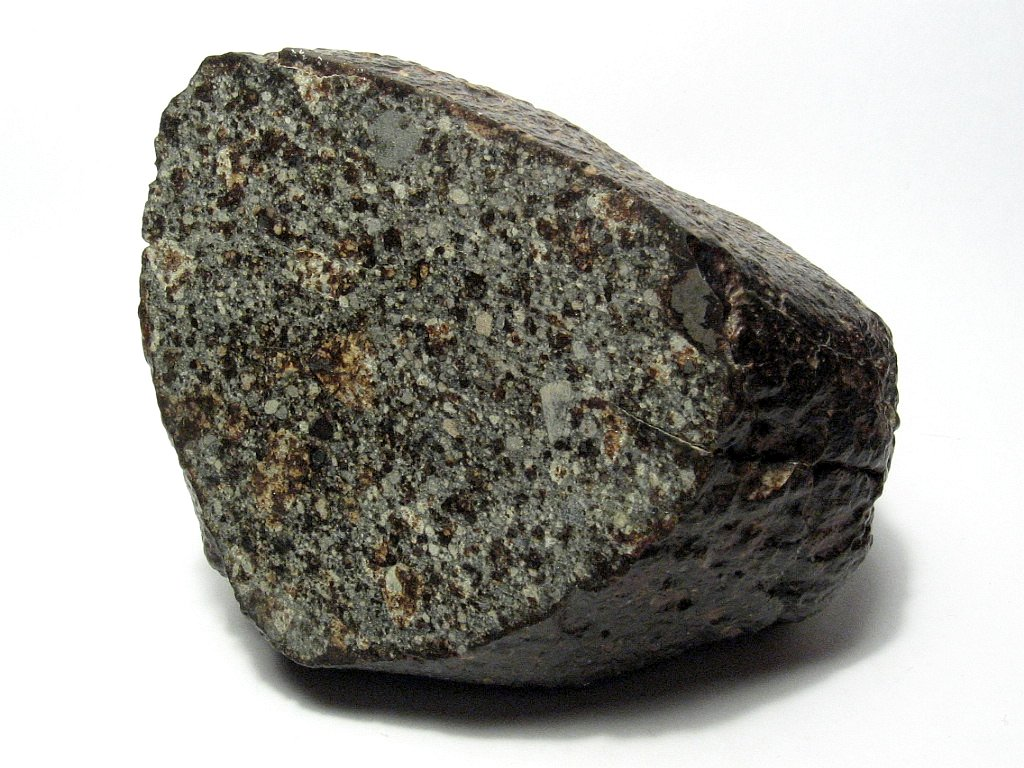
NWA 869，一塊L4-6球粒隕石

L球粒隕石（又稱低鐵群球粒隕石）是一種普通球粒隕石，亦是第二常見的隕石。大約40%被記載的隕石屬於此類，在普通球粒隕石中，L球粒隕石佔40%。
此類隕石含鐵量較低，佔其重量的20-25%，其名字中的“L”代表低鐵含量（英語：Low iron abundance，與H球粒隕石相對。約有4-10%的鎳－鐵為自由金屬，因此這些隕石也具有磁性，但不及H球粒隕石強。
L球粒隕石中含有最多的礦物為橄欖石和紫蘇輝石（斜方輝石的一種），還有磁鐵礦和鎳-鐵金屬。大部分（超過60%）屬於球粒隕石岩石學分類中的第6型，暗示母天體具有足夠巨大（直徑大於100千米）來產生較強的加熱。
與其它球粒隕石相比，很大比例的L球粒隕石曾經過嚴重的衝擊作用，天文學家認為母天體曾經歷毁滅性的撞擊。放射性定年法指出該事件發生於約5億年前。
這類隕石的母天體仍未找到，但愛神星、花神星或整個花神星族也有可能。愛神星被發現與L球粒隕石的光譜相似，而花神星族的環境証據則包括：
1. 花神星族被認為形成於10億至5億年前；
2. 它處於小行星帶上一個容易將隕石送到地球的軌道。
3. 該族小行星由S-型小行星組成，其成分與球粒隕石相似；
4. 花神星族的母天體花神星直徑大於100公里。

從前，L球粒隕石曾以其主要礦物而被稱為“紫蘇輝石球粒隕石”但今已不用。